# Raimon Obiols
Pour les articles homonymes, voir Obiols.
Josep María Obiols i Germà, dit Raimon Obiols, né le 5 août 1940 à Barcelone, est un homme politique espagnol membre du Parti des socialistes de Catalogne (PSC).
Géologue formé à l'université de Barcelone, il est élu en 1977 député de Barcelone au Congrès des députés, un mandat qu'il exerce jusqu'en 1980, puis de 1982 à 1984.
Il devient en 1983 premier secrétaire du PSC et se présente l'année suivante comme chef de file aux élections autonomiques. Il échoue à prendre le pouvoir face à Jordi Pujol et se fait élire député au Parlement de Catalogne. Il perd de nouveau face à Pujol en 1988 puis 1992. Il est choisi comme secrétaire aux Relations internationales du Parti socialiste ouvrier espagnol (PSOE) en 1994.
Il renonce l'année d'après à mener la campagne des socialistes aux élections autonomiques anticipées, cédant cette responsabilité à Joaquim Nadal. Il abandonne en 1996 la direction du parti au profit de Narcís Serra et prend le poste honorifique de président du PSC.
Il quitte la vie politique nationale en 1999, lorsqu'il est élu député européen. Remplacé par Pasqual Maragall à la présidence du Parti des socialistes de Catalogne en 2000, il siège au Parlement européen jusqu'en 2014 et met un terme à sa carrière politique.

## Biographie

### Vie professionnelle
Il est titulaire d'une licence en sciences géologiques de l'université de Barcelone (UB). Professeur de géologie à l'UB entre 1964 et 1966, il devient technicien du consortium d'information et de documentation de Catalogne en 1969 et technicien à la faculté de géographie et d'histoire de l'UB en 1974.

### Vie politique

#### Député au Congrès
Membre du Parti socialiste de Catalogne-Congrès (PSC-C), il est élu député de la circonscription électorale de Barcelone au Congrès des députés au cours des élections législatives constituantes du 15 juin 1977. Il s'inscrit au groupe parlementaire Socialistes de Catalogne (SC), dont il est porte-parole suppléant, puis est désigné deuxième secrétaire de la commission de l'Intérieur.
Il intègre en 1978 le Parti des socialistes de Catalogne, formation social-démocrate issue de la fusion entre le Parti socialiste ouvrier espagnol (PSOE) de Catalogne, le PSC-C et un autre groupe socialiste. Après avoir été réélu député en avril 1979, il intègre en septembre suivant la commission exécutive fédérale du PSOE (CEF) comme secrétaire exécutif, sans responsabilité.
Il annonce sa démission du Congrès le 3 novembre 1980, afin de se concentrer sur ses fonctions d'organisation au sein de la direction du PSC. Il se présente toutefois aux élections législatives anticipées du 28 octobre 1982, en tête de liste du PSC dans la circonscription de Barcelone. Il est désigné le 2 décembre suivant premier vice-président de la commission constitutionnelle.

#### Premier secrétaire du PSC
Le 10 juillet 1983, Raimon Obiols est élu à 42 ans premier secrétaire du Parti des socialistes de Catalogne avec 99 % des suffrages exprimés, au cours d'un congrès extraordinaire convoqué pour remplacer Joan Reventós, promu président du PSC, après sa nomination comme ambassadeur en France.
Il est investi candidat socialiste à la présidence de la Généralité de Catalogne pour les élections autonomiques du 29 avril 1984 en Catalogne le 2 octobre 1983, lors d'une session du conseil national à Vilanova de Sau, par 124 voix pour et un vote blanc. Si le PSC obtient un résultat satisfaisant avec 30,1 % des voix et 41 députés sur 135, soit une progression de sept points et huit sièges, il ne parvient pas à empêcher Convergence et Union (CiU) de Jordi Pujol de conquérir la majorité absolue.
Il échoue de nouveau lors des élections autonomiques du 29 mai 1988, lors desquelles le PSC recueille 29,8 % des voix et 42 parlementaires, tandis que Pujol se maintient au pouvoir avec la faculté de gouverner sans alliés. 
Le 24 novembre 1991, il est investi pour la troisième fois consécutive candidat à la présidence du gouvernement de la communauté autonome, recevant le soutien de 99,7 % des délégués présents au congrès extraordinaire du PSC. Avec 27,6 % des suffrages et 40 sièges sur 135 aux élections autonomiques du 15 mars 1992, il est de nouveau défait par CiU, qui confirme sa majorité absolue.
Le VIIe congrès du PSC le confirme dans ses fonctions le 6 février 1994 mais avec un score faible de 63,6 %. Il est ainsi moins bien élu au comité d'action politique, le groupe dirigeant de six personnes, que le ministre des Travaux publics Josep Borrell et le maire de Barcelone Pasqual Maragall. Il est nommé secrétaire aux Relations internationales de la direction du PSOE le mois d'après.
Il renonce à être chef de file une quatrième fois aux élections autonomiques anticipées du 19 novembre 1995 et cède cette responsabilité au maire de Gérone Joaquim Nadal. Il cède alors la tête de liste dans la circonscription de Barcelone à Nadal et rétrograde en deuxième position.
Au mois de juin 1996, un accord interne au Parti des socialistes de Catalogne est trouvé afin de résoudre les désaccords entre le premier secrétaire et les principaux dirigeants : l'ancien vice-président du gouvernement Narcís Serra prend la suite d'Obiols tandis que ce dernier est désigné pour le poste honorifique de président. Il est formellement élu le 13 octobre 1996 avec 60 % des voix, signe du rejet qu'il suscite. Un an plus tard, le nouveau secrétaire général du PSOE Joaquín Almunia le confirme comme secrétaire aux Relations internationales.

#### Député européen
Le PSOE propose à la fin du mois de mars 1999 au PSC de choisir le numéro deux de la liste socialiste pour les élections européennes du 13 juin suivant. Le conseil national décide de confier cette place à Obiols au cours d'une réunion le 9 avril. Élu député au Parlement européen, il démissionne du Parlement de Catalogne et devient en juillet vice-président du groupe du Parti socialiste européen (PSE).
Il quitte la direction fédérale du PSOE après qu'Almunia a démissionné le 12 mars 2000 pour assumer la défaite des élections générales du même jour. Il est ensuite remplacé le 18 juin 2000 par Pasqual Maragall à la présidence du PSC, mais il reste membre sans responsabilité de la commission exécutive désormais placées sous l'autorité de José Montilla. Il est réélu député européen en 2004 et 2009, puis quitte la vie politique en 2014.